# Cneu Cornélio Cipião Asina
Cneu Cornélio Cipião Asina (em latim: Cneus Cornelius Scipio Asina) foi um político da família dos Cipiões da gente Cornélia da República Romana, eleito cônsul por duas vezes, em 260 e 254 a.C., com Caio Duílio e Aulo Atílio Calatino respectivamente. Era filho de Lúcio Cornélio Cipião Barbato, cônsul em 298 a.C., e irmão de Lúcio Cornélio Cipião, cônsul em 259 a.C.. Públio Cornélio Cipião Asina, cônsul em 221 a.C., era seu filho.

## Primeiro consulado (260 a.C.)

Teatro de operações da Primeira Guerra Púnica entre 261 e 259 a.C..
Território siracusano
Território cartaginês
Territórios romanos
1. Vitória naval dos cartagineses na Batalha das ilhas Líparas (260 a.C. & 258-7 a.C.).
2. Vitória naval romana na Batalha de Milas (260 a.C.).
3. Romanos liberam o cerco de Segesta (260 a.C.).
4. Romanos são derrotados por Amílcar (não o Barca) em Hímera (260 a.C.).
5. Amílcar toma Enna e Camarina (259 BC).

Cipião Asina foi eleito cônsul com Caio Duílio em 260 a.C., o quinto ano da Primeira Guerra Púnica, e teve honra de ser o primeiro comandante de uma frota romana lançada no Mar Mediterrâneo. Enquanto patrulhava as águas do Estreito de Messina, que separa a Sicília da península Itálica, com seus primeiros navios, soube que Lípara, nas ilhas Líparas, estava prestes a desertar para o lado romano. Ansioso para assegurar este importante porto marítimo e receber a glória pela conquista, Cipião Asina correu para as ilhas sem considerar a segurança de sua própria frota. Não se sabe ao certo se os cartagineses planejaram a situação toda, como propõe Floro, mas a frota romana foi aprisionada no porto da cidade por Aníbal Giscão, o general que escapou do cerco de Agrigento dois anos antes. Sem experiência em batalhas navais, as tripulações romanas entraram em pânico e fugiram para terra firme, deixando os navios abandonados com seu capitão, que acabou aprisionado. Embora não tenha havido quase nenhuma luta, o encontro é conhecido como Batalha das ilhas Líparas.
Esta trapalhada valeu-lhe o pejorativo cognome "Asina" (literalmente, "jumenta" em latim), patrocinado por seus adversários políticos. Segundo Macróbio, a origem foi o o casamento de uma de suas filhas, que teria chegado ao Fórum Romano montada num jumento carregado de ouro.

## Segundo consulado (254 a.C.)
Libertado provavelmente quando Marco Atílio Régulo desembarcou na África, nem a humilhação da derrota e nem o fato de ter sido o primeiro almirante romano derrotado em combate acabaram com sua carreira. Em 254 a.C., o décimo-primeiro ano da Primeira Guerra Púnica, Cipião Asina foi novamente eleito, desta vez com Aulo Atílio Calatino. Os cônsules dedicaram-se à reconstrução da frota, com 220 novas naves, depois que a frota anterior se perdeu numa tormenta. Com uma nova frota, os dois percorreram a costa norte da Sicília e capturaram a cidade de Cefalù (Kephalodon) com a ajuda de um traidor. Enquanto tentavam cercar Drépano, foram forçados a recuar para Messina devido à chegada de reforços cartagineses. Em seguida, os cônsules atacaram o porto de Panormo (moderna Palermo, a atual capital da Sicília) e forçaram a rendição da cidade. Os romanos permitiram que os que pudessem pagar 2 minas de ouro por cabeça (o equivalente a 200 dracmas) comprassem sua segurança e saquearam a residência dos que não podiam.
Contudo, apenas Asina celebrou o triunfo por esta importante vitória.

## Legado
Pelo fato de ter enfrentado na vida sucessos e derrotas, começando com um consulado, um longo período de aprisionamento, um novo consulado e finalmente um triunfo, Asina foi citado por Valério Máximo em suas histórias sobre como a vida pode sofrer grandes mudanças.